# La irreflexiva
La irreflexiva (Careless Lady, 1932) es una película norteamericana dirigida por Kenneth MacKenna.
Género:	Comedia
Reparto: Joan Bennett, John Boles, Minna Gombell, Weldon Heyburn, Nora Lane, Raul Roulien, J.M. Kerrigan, John Arledge, Fortunio Bonanova, Josephine Hull, Martha Mattox, William Pawley, James Kirkwood, Maude Turner Gordon, Richard Tucker, André Cheron, James Todd, Howard Phillips, Marcelle Corday, Louis Mercier, Ward Bond, Mathilde Comont.

## Argumento
A falta de argumento